# Ibrahim Diallo
Ibrahim Diallo (Sikasso, Mali, 12 de agosto de 1996), conocido como Diallo, es un ex futbolista maliense que jugó como defensa central en el K.A.S. Eupen de Bélgica y en el Valencia Club de Fútbol de España, pero tuvo que dejar prematuramente su carrera como futbolista profesional a los 23 años debido a una grave lesión de rodilla.

## Trayectoria

### Inicios
Formado primero en Allah y  en la academia Aspire de Senegal, en verano de 2014 dio el salto a Europa y fue fichado con 17 años por el KAS Eupen de la Segunda División de Bélgica.

### Valencia CF
En el mercado de invierno de la temporada 2014/15 es fichado con 18 años para la cantera del Valencia CF, haciendo su debut con el Valencia Mestalla del técnico Curro Torres el 22 de febrero de 2015 como titular en la jornada 26ª contra la UE Sant Andreu. Juega ocho partidos hasta final de temporada.
En verano de 2015 hace la pretemporada con el primer equipo, dirigido por Nuno Espírito Santo. Ante la salida del central Otamendi es convocado (sin debutar) para la fase previa de la Champions League contra el Mónaco, y la baja por sanción de Gayà en liga le hace entrar también en la convocatoria para la 1.ª jornada de la liga 2015/16 que disputa en Vallecas ante el Rayo Vallecano, aunque sin disfrutar de minutos.
Continúa siendo titular indiscutible en el filial, y hace su debut en partido oficial con el primer equipo a las órdenes de Voro el 2 de diciembre de 2015 siendo titular en la ida de dieciseisavos de final de Copa del Rey contra el Barakaldo en Lasesarre. En el siguiente partido, la 14.ª jornada de liga, entra en la convocatoria para el partido contra el Barcelona.

### KAS Eupen
En verano de 2016 regresó al KAS Eupen ya en la Primera División belga y debutó como titular en la primera jornada el 30 de julio. Rápidamente se hizo con la titularidad y pasó a ser un central fijo en la defensa, llegando a disputar hasta 35 partidos oficiales en dicha campaña. Marcó incluso un gol el 13 de diciembre en los cuartos de final de la Copa en la goleada 4-0 frente al KV Kortrijk. El 17 de mayo de 2017 disputaría el que, sin saberlo, fue su último partido como profesional a la edad de 20 años, frente al Mouscron. 
En 2017 empezó a sufrir graves problemas de rodilla que le impedirían seguir disputando partidos con su club, y los problemas los seguiría arrastrando durante años hasta que el 16 de junio de 2020 anunció en redes sociales su prematura retirada de la práctica del fútbol a la edad de 23 años.

## Clubes
| Club              | País    | Año         |
| ----------------- | ------- | ----------- |
| Aspire Academy    | Senegal | 2014        |
| K.A.S. Eupen      | Bélgica | 2014 - 2015 |
| Valencia Mestalla | España  | 2015 - ...  |
| Valencia CF       | España  | 2015 - 2016 |
| KAS Eupen         | Bélgica | 2016 - 2020 |